# Cote (isola d'Elba)

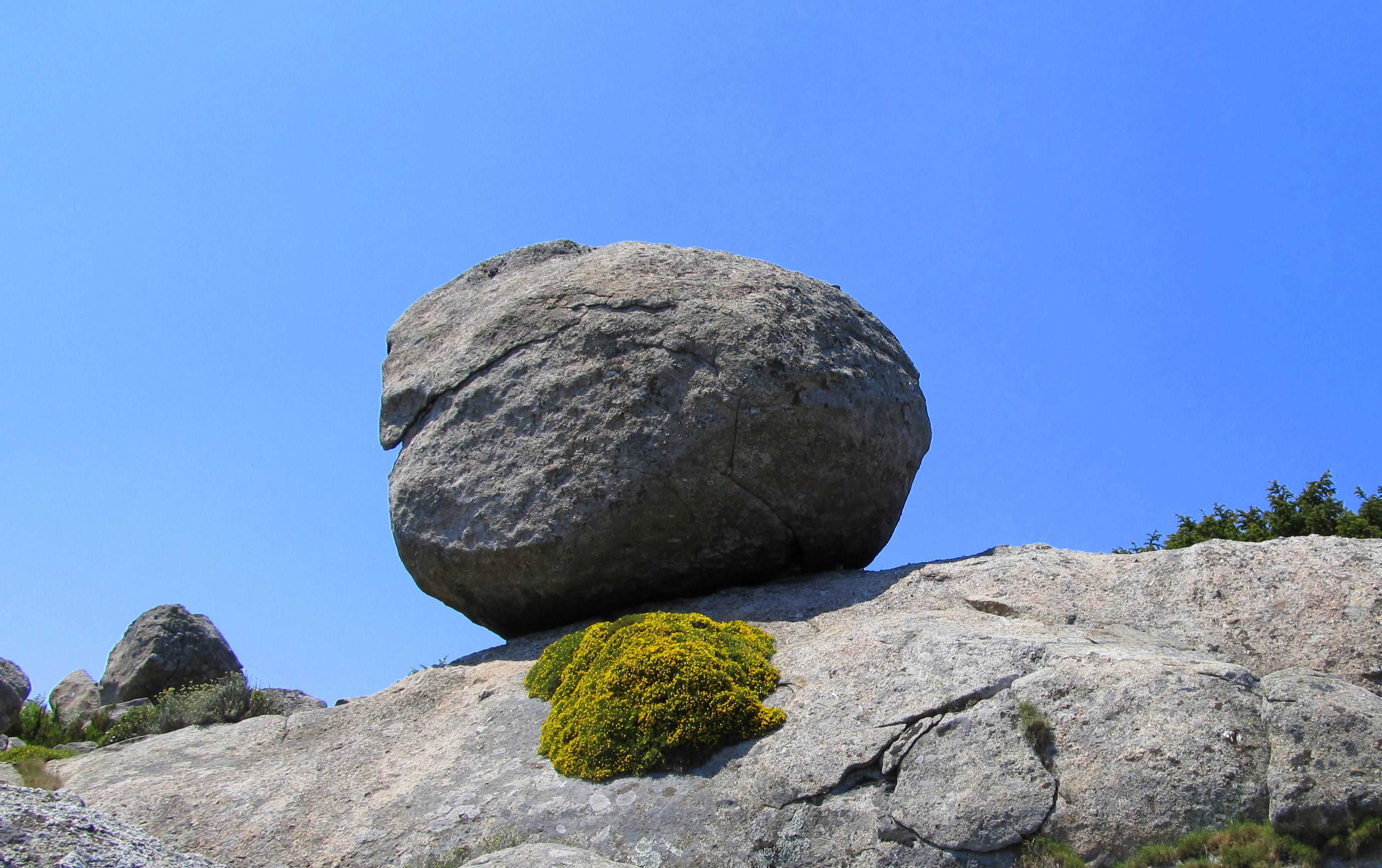
Una tipica cote dell'isola d'Elba

Con il termine cote (pronuncia: cóte) si intende una formazione rocciosa tipica del settore occidentale dell'isola d'Elba, costituita dal monzogranito del Monte Capanne sottoposto a millenni di erosione idroeolica.

## Etimo
Il sostantivo deriva dal latino cos, cotis («roccia») ed è indeclinabile (plurale: cote). In Corsica il termine corrispondente è cota. Dallo stesso etimo derivano i toponimi locali Cotaccia, Cotete, Cotereto, Coticchie, Cotoncello, Cotone.

## Le «cote»
Le principali cote dell'Elba sono:
- Cote Alta (Seccheto)
- Cote di Baianella (Procchio)
- Cote Bizzicata (Chiessi), toponimo attestato dal XVI secolo
- Cote del Biondo (Cavoli)
- Cote di Caio (Capoliveri)
- Cote dei Cavalli (Poggio)
- Cote d'Ettore (Marciana)
- Cot'i Filippetti (Sant'Ilario in Campo)
- Cote al Galletto (Seccheto)
- Cot'i Gatto (Sant'Ilario in Campo)
- Cote del Giovannini (Seccheto)
- Cote di Giusto (Marciana), toponimo attestato dal XVI secolo
- Cote Grande (Sant'Ilario in Campo)
- Cote Grossa (Pomonte)
- Cote di Guido (Capoliveri)
- Cote Làpida (Seccheto), pronuncia locale: làvida
- Cote di Liborio (Seccheto)
- Cote Lupo (Poggio)
- Cote di Matteo (Lacona)
- Cote Mensola (Seccheto)
- Cote a Mezzigiorno (Marciana)
- Cote Molla (Colle d'Orano)
- Cote alla Muta (Patresi)
- Cote Nere (Lacona)
- Cote Ombrello o Cote delle Formiche (Poggio)
- Cote dell'Orbo (San Piero in Campo)
- Cote di Pallinetto (Seccheto)
- Cote di Pinzino (Pomonte)
- Cote Pinzuta (San Piero in Campo)
- Cote di Poncio (Sant'Ilario in Campo)
- Cote di Puccino (Marina di Campo)
- Cote di Riciso (Poggio)
- Cote Ritonda (Pomonte)
- Cote Ritta (Seccheto)
- Cote Ritta dei Filicai (Seccheto)
- Cote Rondine (Poggio)
- Cote Rossa (Patresi)
- Cote del Sale (Pomonte)
- Cote di Santeramo (Sant'Ilario in Campo)
- Cote della  Scarza (Seccheto)
- Cote alla Scopa (San Piero in Campo)
- Cote di Siterno (Lacona)
- Cote Spaccata (Fetovaia)
- Cot'i Tappino (Sant'Ilario in Campo)
- Cote Tombolata (Chiessi)
- Cote Tonda (Poggio)
- Cote di Trana (San Piero in Campo)
- Cote dell'Undici (Chiessi)
- Sasso (San Piero in Campo)
- Sasso Grosso (San Piero in Campo)
- Sasso Pinzuto (Sant'Ilario in Campo)
- Sasso di San Frediano (Chiessi)

## Le «tozze»
Un'altra formazione monzogranitica dell'Elba occidentale è la tozza, termine (derivante dal latino tunsus, «schiacciato») usato soprattutto nel Sanpierese e a Poggio.
Le principali tozze dell'Elba sono:
- Tozz'i Carletto (Sant'Ilario in Campo)
- Tozza alle Carraie (Sant'Ilario in Campo)
- Tozza Cascata (Sant'Ilario in Campo)
- Tozza alla Croce (Sant'Ilario in Campo)
- Tozza di Nicola (Sant'Ilario in Campo)
- Tozza alla Noce (Sant'Ilario in Campo)
- Tozza al Pagliaio (Sant'Ilario in Campo)
- Tozza di Pietra Caldaia (Campo nell'Elba)
- Tozza al Pròtano (San Piero in Campo)
- Tozza ai Quattrini (Procchio)

## I «pinzaloni»
Ulteriore formazione monzogranitica dell'Elba occidentale è il pinzalone (corrispondente al còrso pinzalone), una roccia dallo sviluppo verticale contraddistinta da un vertice acuto. Un solo toponimo elbano deriva da tale etimo (Pinzaloni della Pente all'Ènnere, alle pendici meridionali del Monte Capanne).